# خوسيه لويس ليال
خوسيه لويس ليال هو رائد أعمال وشخصية أعمال وسياسي إسباني، ولد في 1936 في غرناطة في إسبانيا. نشط حزبياً في اتحاد الوسط الديمقراطي.